# Eugenie Anderson
Eugenie Anderson (26. maj 1909 – 31. marts 1997), også kendt under navnet Helen Eugenie Moore Anderson, var en amerikansk diplomat.
Anderson er bedst kendt som den første kvindelige ambassadør i USA's historie, udnævnt af præsident Harry S. Truman til ambassadør i Danmark i perioden 22. december 1949 – 19. januar 1953 og senere af præsident John F. Kennedy til ambassadør i Bulgarien i perioden 3. august 1962 – 6. december 1964.
Efter ambassadørperioden blev Anderson, af præsident Lyndon B. Johnson, udpeget til en post i FN.